# Manuel Tejada Espinoza
Manuel Tejada Espinoza fue un político peruano. 
Fue elegido diputado suplente por la provincia de Urubamba entre 1872 y 1876 durante el gobierno de Manuel Pardo y reelecto en 1876 durante el gobierno de Mariano Ignacio Prado y 1879 durante el primer gobierno de Nicolás de Piérola y la Guerra con Chile.  Fue elegido senador por el departamento del Cusco en 1894. Su mandato se vio interrumpido por la Guerra civil de 1894. 